# Post-Mersh Vol. 2
Post-Mersh Vol. 2 – ósmy album zespołu Minutemen wydany w 1987 przez wytwórnię SST Records. Zawartość płyty stanowią mini-albumy wydane wcześniej: Buzz or Howl Under the Influence of Heat (1984) i Project: Mersh (1985). Materiał nagrano w styczniu 1983 w "Radio Tokyo" (Venice), maj 1983 – koncert w Redondo Beach oraz 1985 w studiu "Total Access Recording Studios" (Redondo Beach).

## Lista utworów
1. "Self-Referenced" (M. Watt) – 1:23
2. "Cut" (M. Watt) – 2:02
3. "Dream Told by Moto" (M. Watt) – 1:45
4. "Dreams are Free, Motherfucker!" (D. Boon, M. Watt, G. Hurley, Crane) – 1:09
5. "The Toe Jam" (M. Cooper, D. Vandenburg, Crane, G. Hurley, D. Boon, M. Watt) – 0:40
6. "I Felt Like a Gringo" (M. Watt) – 1:57
7. "The Product" (D. Boon) – 2:44
8. "Little Man with a Gun in His Hand" (C. Dukowski, D. Boon) – 3:10
9. The Cheerleaders” (D. Boon) – 3:52
10. King of the Hill” (Boon) – 3:24
11. Hey Lawdy Mama” (L. Byrom, J. Edmonton, J. Kay) – 3:37
12. Take Our Test” (M. Watt) – 2:44
13. Tour-Spiel” (M. Watt) – 2:45
14. More Spiel” (M. Watt) – 5:52

- utwory 1-8: mini-album Buzz or Howl Under the Influence of Heat
- utwory 9-14: mini-album Project: Mersh

## Skład
- D. Boon – śpiew, gitara
- Mike Watt – śpiew, gitara basowa
- George Hurley – perkusja
- Crane – trąbka, wokal wspierający
- Dirk Vandenburg – perkusja w "The Toe Jam"
- Mary Cooper – śpiew "The Toe Jam"
- Ethan James – syntezator, wokal wspierający

produkcja
- Spot – producent (1-8)
- Ethan James – producent (1-8)
- Joe Carducci – producent (9-14)